# SAPICA
SAPICA (サピカ, Sapika) est une carte à puce sans contact utilisé comme titre de transport et moyen de paiement (porte-monnaie électronique) dans les transports en commun et les magasins à Sapporo au Japon. Elle a été lancée en 2009. Son nom vient de Sapporo's IC card. Elle est émise par l'entreprise Sapporo Information Network (札幌総合情報センター, Sapporo Sōgō Jōhō Sentā).

## Historique
La carte est lancée sur le métro de Sapporo en 2009. L'utilisation de la carte est étendue aux tramways et aux bus en 2013.

## Types de carte

Principe d'utilisation de la carte sur un terminal

Plusieurs types de carte sont disponibles : 
- SAPICA non-nominatif (無記名SAPICA)
- SAPICA nominatif (記名SAPICA)
- abonnement SAPICA (SAPICA定期券)

## Zone d'utilisation
La carte est utilisable sur la majorité des lignes de transport en commun de Sapporo :
- les 3 lignes du métro de Sapporo : ligne Namboku, ligne Tōzai, ligne Tōhō
- le tramway de Sapporo
- les lignes de bus de la compagnie JR Hokkaido Bus
- les lignes de bus de la compagnie Jotetsu
- les lignes de bus de la compagnie Hokkaido Chuo Bus

La carte n'est pas acceptée sur les lignes de train de la JR Hokkaido qui possède sa propre carte Kitaca.

## Technologie
Comme la majorité des cartes sans contact au Japon, SAPICA repose sur la technologie FeliCa mise au point par Sony.